# FK Železničar Lajkovac
Železničar Lajkovac, serb: Жeлeзничap Лajкoвaц – serbski klub piłkarski z Lajkovaca, utworzony w 1927 roku. Obecnie występuje w Srpska Liga Zapad.